# Бондено
Бондено (італ. Bondeno) — муніципалітет в Італії, у регіоні Емілія-Романья, провінція Феррара.
Бондено розташоване на відстані близько 350 км на північ від Рима, 45 км на північ від Болоньї, 18 км на захід від Феррари.
Населення — 14 724 особи (2014).
Щорічний фестиваль відбувається 24 червня. Покровитель — святий Іван Хреститель.

## Демографія
Населення за роками:

Станом на 1 січня 2023 року в муніципалітеті офіційно проживало 1909 іноземців з 55 країн, серед них 382 громадяни країн Євросоюзу та 65 громадян України.

## Уродженці
- Фабріціо Полетті (*1943) — відомий у минулому італійський футболіст, захисник, згодом — футбольний тренер.

## Сусідні муніципалітети
- Ченто
- Фелоніка
- Феррара
- Фікароло
- Фінале-Емілія
- Мірабелло
- Мірандола
- Сант'Агостіно
- Серміде
- Вігарано-Майнарда